# Coursan-en-Othe

Coursan-en-Othe este o comună în departamentul Aube din nord-estul Franței. În 1 ianuarie 2022 avea o populație de 103 de locuitori.